# Lista dos campeões olímpicos de atletismo
A lista abaixo relaciona todos os campeões olímpicos de atletismo, com suas modalidades, por ordem alfabética de países e na ordem cronológica em que conquistaram a medalha de ouro, de Atenas 1896 a Rio 2016: (fonte: Comitê Olímpico Internacional)

## África do Sul
| Reggie Walker     | 100 m             | Londres 1908          |
| Kenneth McArthur  | maratona          | Estocolmo 1912        |
| Bevil Rudd        | 400 m             | Antuérpia 1920        |
| Sydney Atkinson   | 110m c/ barreiras | Amsterdã 1928         |
| Esther Brand      | salto em altura   | Helsinque 1952        |
| Josia Thugwane    | maratona          | Atlanta 1996          |
| Caster Semenya    | 800 m             | Londres 2012 Rio 2016 |
| Wayde van Niekerk | 400 m             | Rio 2016              |

## Alemanha[2]
| Lina Radke               | 800 m                            | Amsterdã 1928                      |
| Gisela Mauermayer        | lançamento de disco              | Berlim 1936                        |
| Karl Hein                | lançamento do martelo            | Berlim 1936                        |
| Gerhard Stöck            | lançamento de dardo              | Berlim 1936                        |
| Tilly Fleischer          | lançamento de dardo              | Berlim 1936                        |
| Hans Woellke             | arremesso de peso                | Berlim 1936                        |
| Armin Hary               | 100 m e 4x100 m                  | Roma 1960                          |
| Walter Mahlendorf        | 4x100 m                          | Roma 1960                          |
| Martin Lauer             | 4x100 m                          | Roma 1960                          |
| Bernd Cullmann           | 4x100 m                          | Roma 1960                          |
| Karin Richert-Balzer     | 80 m c/ barreiras                | Tóquio 1964                        |
| Willi Holdorf            | decatlo                          | Tóquio 1964                        |
| Christoph Höhne          | marcha 50 km                     | Cidade do México 1968              |
| Margitta Gummel-Helmbold | arremesso de peso                | Cidade do México 1968              |
| Ingrid Becker            | pentatlo feminino 4x100 m        | Cidade do México 1968 Munique 1972 |
| Annelie Ehrhardt         | 100 m c/ barreiras               | Munique 1972                       |
| Renate Stecher           | 100 m e 200 m revezamento 4x100m | Munique 1972 Montreal 1976         |
| Peter Frenkel            | marcha 20 km                     | Munique 1972                       |
| Ruth Fuchs               | lançamento do dardo              | Munique 1972 Montreal 1976         |
| Wolfgang Nordwig         | salto com vara                   | Munique 1972                       |
| Monika Zehrt             | 400 m e 4x400 m                  | Munique 1972                       |
| Dagmar Kasling           | 4x400 m                          | Munique 1972                       |
| Rita Kühne               | 4x400 m                          | Munique 1972                       |
| Helga Seidler            | 4x400 m                          | Munique 1972                       |
| Bernd Kannenberg         | marcha 20 km                     | Munique 1972                       |
| Hildegard Falck          | 800 m                            | Munique 1972                       |
| Ulrike Meyfarth          | salto em altura                  | Munique 1972 Los Angeles 1984      |
| Klaus Wolfermann         | lançamento do dardo              | Munique 1972                       |
| Heidemarie Rosendahl     | salto em distância e 4x100 m     | Munique 1972                       |
| Christiane Krause        | 4x100 m                          | Munique 1972                       |
| Annegret Richter         | 4x400 m 100 m                    | Munique 1972 Montreal 1976         |
| Johanna Klier            | 100m c/ barreiras                | Montreal 1976                      |
| Barbel Wöckel            | 200 m e 4x100 m                  | Montreal 1976Moscou 1980           |
| Udo Beyer                | arremesso de peso                | Montreal 1976                      |
| Evelin Jahl              | lançamento de disco              | Montreal 1976Moscou 1980           |
| Rosemarie Ackermann      | salto em altura                  | Montreal 1976                      |
| Angela Voigt             | salto em distância               | Montreal 1976                      |
| Siegrun Siegl            | pentatlo feminino                | Montreal 1976                      |
| Marlies Göhr             | 4x100 m                          | Montreal 1976Moscou 1980           |
| Carla Bodendorf          | 4x100 m                          | Montreal 1976                      |
| Doris Maletzki           | 4x400 m                          | Montreal 1976                      |
| Brigitte Rohde           | 4x400 m                          | Montreal 1976                      |
| Ellen Stropahl-Streidt   | 4x400 m                          | Montreal 1976                      |
| Christina Lathan         | 4x400 m                          | Montreal 1976                      |
| Waldemar Cierpinski      | maratona                         | Montreal 1976Moscou 1980           |
| Thomas Munkelt           | 110m c/ barreiras                | Moscou 1980                        |
| Volker Beck              | 400m c/ barreiras                | Moscou 1980                        |
| Marita Koch              | 400 m                            | Moscou 1980                        |
| Hartwig Gauder           | marcha 50 km                     | Moscou 1980                        |
| Gerd Wessig              | salto em altura                  | Moscou 1980                        |
| Lutz Dombrowski          | salto em distância               | Moscou 1980                        |
| Ilona Slupianek          | arremesso de peso                | Moscou 1980                        |
| Ingrid Lange             | 4x100m                           | Moscou 1980                        |
| Romy Müller              | 4x100m                           | Moscou 1980                        |
| Rolf Danneberg           | lançamento do disco              | Los Angeles 1984                   |
| Dietmar Mögenburg        | salto em altura                  | Los Angeles 1984                   |
| Claudia Losch            | arremesso de peso                | Los Angeles 1984                   |
| Sigrun Wodars            | 800 m                            | Seul 1988                          |
| Jürgen Schult            | lançamento do disco              | Seul 1988                          |
| Christian Schenk         | decatlo                          | Seul 1988                          |
| Petra Felke              | lançamento do dardo              | Seul 1988                          |
| Martina Hellmann         | lançamento de disco              | Seul 1988                          |
| Ulf Timmermann           | arremesso de peso                | Seul 1988                          |
| Dieter Baumann           | 5000 m                           | Barcelona 1992                     |
| Silke Renk               | lançamento de dardo              | Barcelona 1992                     |
| Heike Henkel             | salto em altura                  | Barcelona 1992                     |
| Heike Drechsler          | salto em distância               | Barcelona 1992Sydney 2000          |
| Lars Riedel              | lançamento de disco              | Atlanta 1996                       |
| Astrid Kumbernuss        | arremesso de peso                | Atlanta 1996                       |
| Ilke Wyludda             | lançamento de disco              | Atlanta 1996                       |
| Nils Schumann            | 800 m                            | Sydney 2000                        |
| Robert Harting           | lançamento de disco              | Londres 2012                       |
| Christoph Harting        | lançamento de disco              | Rio 2016                           |
| Thomas Röhler            | lançamento de dardo              | Rio 2016                           |
| Malaika Mihambo          | salto em distância               | Tóquio 2020                        |
| Yemisi Ogunleye          | arremesso de peso                | Paris 2024                         |

## Argélia
| Hassiba Boulmerka   | 1500 m | Barcelona 1992 |
| Noureddine Morceli  | 1500 m | Atlanta 1996   |
| Nouria Mérah-Benida | 1500 m | Sydney 2000    |
| Taoufik Makhloufi   | 1500 m | Londres 2012   |

## Argentina
| Juan Carlos Zabala | maratona | Los Angeles 1932 |
| Delfo Cabrera      | maratona | Londres 1948     |

## Austrália
| Edwin Flack         | 800 m e 1500 m               | Atenas 1896                  |
| Nick Winter         | salto triplo                 | Paris 1924                   |
| John Winter         | salto em altura              | Londres 1948                 |
| Marjorie Jackson    | 100 m e 200 m                | Helsinque 1952               |
| Shirley Strickland  | 80m c/ barreiras e 4x100 m   | Helsinque 1952Melbourne 1956 |
| Betty Cuthbert      | 100 m, 200 m e 4x100 m 400 m | Melbourne 1956 Tóquio 1964   |
| Norma Croker        | 4x100 m                      | Melbourne 1956               |
| Fleur Mellor        | 4x100 m                      | Melbourne 1956               |
| Herb Elliot         | 1500 m                       | Roma 1960                    |
| Ralph Doubell       | 800 m                        | Cidade do México 1968        |
| Maureen Caird       | 80m c/ barreiras             | Cidade do México 1968        |
| Glynis Nunn         | Heptatlo                     | Los Angeles 1984             |
| Debra Flintoff-King | 400 m c/ barreiras           | Seul 1988                    |
| Cathy Freeman       | 400 m                        | Sydney 2000                  |
| Steven Hooker       | salto com vara               | Pequim 2008                  |
| Sally Pearson       | 100 m c/ barreiras           | Londres 2012                 |
| Jared Tallent       | marcha atlética              | Londres 2012                 |
| Nina Kennedy        | salto com vara               | Paris 2024                   |

## Áustria
| Herma Bauma | lançamento do dardo | Londres 1948 |

## Bahamas
| Pauline Davis-Thompson   | 200 m e 4x100 m | Sydney 2000         |
| Savatheda Fynes          | 4x100 m         | Sydney 2000         |
| Chandra Sturrup          | 4x100 m         | Sydney 2000         |
| Debbie Ferguson-McKenzie | 4x100 m         | Sydney 2000         |
| Tonique Williams-Darling | 400 m           | Atenas 2004         |
| Chris Brown              | 4x400 m         | Londres 2012        |
| Demetrius Pinder         | 4x400 m         | Londres 2012        |
| Michael Mathieu          | 4x400 m         | Londres 2012        |
| Ramon Miller             | 4x400 m         | Londres 2012        |
| Shaunae Miller-Uibo      | 400 m           | Rio 2016Tóquio 2020 |
| Steven Gardiner          | 400 m           | Tóquio 2020         |

## Bahrein
| Maryam Yusuf Jamal | 1500 m               | Londres 2012 |
| Ruth Jebet         | 3000 m c/ obstáculos | Rio 2016     |
| Winfred Yavi       | 3000 m c/ obstáculos | Paris 2024   |

## Bélgica
| Gaston Reiff     | 5000 m              | Londres 1948                  |
| Gaston Roelants  | 3000m c/ obstáculos | Tóquio 1964                   |
| Tia Hellebaut    | salto em altura     | Pequim 2008                   |
| Olivia Borlée    | 4x100 m             | Pequim 2008                   |
| Hanna Mariën     | 4x100 m             | Pequim 2008                   |
| Élodie Ouédraogo | 4x100 m             | Pequim 2008                   |
| Kim Gevaert      | 4x100 m             | Pequim 2008                   |
| Nafissatou Thiam | heptatlo            | Rio 2016Tóquio 2020Paris 2024 |

## Bielorrússia
| Yanina Karolchyk   | arremesso de peso   | Sydney 2000 |
| Ellina Zvereva     | lançamento de disco | Sydney 2000 |
| Yulia Nestsiarenka | 100 m               | Atenas 2004 |

## Botswana
| Letsile Tebogo | 200 m | Paris 2024 |

## Brasil
| Adhemar Ferreira da Silva | salto triplo       | Helsinque 1952 Melbourne 1956 |
| Joaquim Cruz              | 800 m              | Los Angeles 1984              |
| Maurren Maggi             | salto em distância | Pequim 2008                   |
| Thiago Braz               | salto com vara     | Rio 2016                      |

## Bulgária
| Ivanka Hristova    | arremesso de peso | Montreal 1976 |
| Yordanka Donkova   | 100m c/ barreiras | Seul 1988     |
| Hristo Markov      | salto triplo      | Seul 1988     |
| Stefka Kostadinova | salto em altura   | Atlanta 1996  |
| Teresa Marinova    | salto triplo      | Sydney 2000   |

## Burundi
| Vénuste Niyongabo | 5000 m | Atlanta 1996 |

## Camarões
| Françoise Mbango Etone | salto triplo | Atenas 2004Pequim 2008 |

## Canadá
| George Orton         | 2500 m c/ obstáculos       | Paris 1900            |
| Etienne Desmarteau   | arremesso de peso de 25 kg | St. Louis 1904        |
| Bobby Kerr           | 200 m                      | Londres 1908          |
| George Goulding      | marcha 10 km               | Estocolmo 1912        |
| Earl Thomson         | 110 m c/ barreiras         | Antuérpia 1920        |
| Percy Williams       | 100 m e 200 m              | Amsterdã 1928         |
| Ethel Catherwood     | salto em altura            | Amsterdã 1928         |
| Fanny Rosenfeld      | 4x100 m                    | Amsterdã 1928         |
| Ethel Smith          | 4x100 m                    | Amsterdã 1928         |
| Florence "Jane" Bell | 4x100 m                    | Amsterdã 1928         |
| Myrtle Cook          | 4x100 m                    | Amsterdã 1928         |
| Duncan McNaughton    | salto em altura            | Los Angeles 1932      |
| Mark McKoy           | 110 m c/ barreiras         | Barcelona 1992        |
| Donovan Bailey       | 100 m e 4x100 m            | Atlanta 1996          |
| Robert Esmie         | 4x100 m                    | Atlanta 1996          |
| Glenroy Gilbert      | 4x100 m                    | Atlanta 1996          |
| Bruny Surin          | 4x100 m                    | Atlanta 1996          |
| Derek Drouin         | salto em altura            | Rio 2016              |
| Andre De Grasse      | 200 m 4x100 m              | Tóquio 2020Paris 2024 |
| Damian Warner        | decatlo                    | Tóquio 2020           |
| Ethan Katzberg       | lançamento de martelo      | Paris 2024            |
| Camryn Rogers        | lançamento de martelo      | Paris 2024            |
| Aaron Brown          | 4x100 m                    | Paris 2024            |
| Jerome Blake         | 4x100 m                    | Paris 2024            |
| Brendon Rodney       | 4x100 m                    | Paris 2024            |

## Cazaquistão
| Olga Shishigina | 100m c/ barreiras | Sydney 2000  |
| Olga Rypakova   | salto triplo      | Londres 2012 |

## China
| Chen Yueling   | marcha 10 km        | Barcelona 1992 |
| Wang Junxia    | 5000 m              | Atlanta 1996   |
| Wang Liping    | marcha 20 km        | Sydney 2000    |
| Xing Huina     | 10000 m             | Atenas 2004    |
| Liu Xiang      | 110 m c/ barreiras  | Atenas 2004    |
| Chen Ding      | marcha 20 km        | Londres 2012   |
| Qieyang Shijie | marcha 20 km F      | Londres 2012   |
| Wang Zhen      | marcha 20 km        | Rio 2016       |
| Liu Hong       | marcha 20 km F      | Rio 2016       |
| Gong Lijiao    | arremesso de peso   | Tóquio 2020    |
| Liu Shiying    | lançamento de dardo | Tóquio 2020    |
| Yang Jiayu     | marcha 20 km F      | Paris 2024     |

## Colômbia
| Caterine Ibargüen | salto triplo | Rio 2016 |

## Comitê Olímpico Russo[6]
| Mariya Lasitskene | salto em altura | Tóquio 2020 |

## Coreia do Sul
| Young-Cho Hwang | maratona | Barcelona 1992 |

## Croácia
| Sandra Perković | lançamento de disco | Londres 2012 Rio 2016 |
| Sara Kolak      | lançamento de dardo | Rio 2016              |

## Cuba
| Alberto Juantorena | 400 m e 800 m         | Montreal 1976  |
| Maria Colón        | lançamento do dardo   | Moscou 1980    |
| Javier Sotomayor   | salto em altura       | Barcelona 1992 |
| Maritza Martén     | lançamento do disco   | Barcelona 1992 |
| Anier García       | 110 m c/ barreiras    | Sydney 2000    |
| Iván Pedroso       | salto em distância    | Sydney 2000    |
| Yumileidi Cumbá    | arremesso de peso     | Atenas 2004    |
| Osleidys Menéndez  | lançamento do dardo   | Atenas 2004    |
| Dayron Robles      | 110 m c/ barreiras    | Pequim 2008    |
| Yipsi Moreno       | lançamento do martelo | Pequim 2008    |

## Dominica
| Thea LaFond | salto triplo | Paris 2024 |

## Equador
| Jefferson Pérez      | marcha 20 km | Atlanta 1996 |
| Brian Daniel Pintado | marcha 20 km | Paris 2024   |

## Equipe Mista[7]
| John Rimmer     | 5000 m por equipes | Paris 1900 |
| Alfred Tysoe    | 5000 m por equipes | Paris 1900 |
| Charles Bennett | 5000 m por equipes | Paris 1900 |
| Sidney Robinson | 5000 m por equipes | Paris 1900 |
| Stan Rowley     | 5000 m por equipes | Paris 1900 |

## Equipe Unificada[9](CEI)
| Valentina Yegorova  | maratona              | Barcelona 1992 |
| Yelena Romanova     | 3000 m                | Barcelona 1992 |
| Andrey Perlov       | marcha 50 km          | Barcelona 1992 |
| Andrey Abduvaliyev  | lançamento do martelo | Barcelona 1992 |
| Maksim Tarasov      | salto com vara        | Barcelona 1992 |
| Svetlana Krivelyova | arremesso de peso     | Barcelona 1992 |
| Olga Bryzgina       | 4x400 m               | Barcelona 1992 |
| Lyudmila Dzhigalova | 4x400 m               | Barcelona 1992 |
| Olga Nazarova       | 4x400 m               | Barcelona 1992 |
| Yelena Ruzina       | 4x400 m               | Barcelona 1992 |

## Eslováquia
| Matej Tóth | marcha 50 km | Rio 2016 |

## Eslovênia
| Primoz Kozmus | lançamento do martelo | Pequim 2008 |

## Espanha
| Fermín Cacho  | 1500 m                               | Barcelona 1992 |
| Daniel Plaza  | marcha 20 km                         | Barcelona 1992 |
| Ruth Beitia   | salto em altura                      | Rio 2016       |
| María Pérez   | revezamento misto da marcha atlética | Paris 2024     |
| Álvaro Martín | revezamento misto da marcha atlética | Paris 2024     |
| Jordan Díaz   | salto triplo                         | Paris 2024     |

## Estados Unidos
| James Connolly            | salto triplo | Atenas 1896                                                |
| Thomas Burke              | 100 m e 400 m | Atenas 1896                                                |
| Thomas Curtis             | 110 m c/ barreiras | Atenas 1896                                                |
| Robert Garrett            | lançamento de disco e arremesso de peso                                                                               | Atenas 1896                                                |
| Ellery Clark              | salto em altura e salto em distância                                                                                  | Atenas 1896                                                |
| William Hoyt              | salto com vara | Atenas 1896                                                |
| Frank Jarvis              | 100 m | Paris 1900                                                 |
| Alvin Kraenzlein          | 60 m , 200 m c/ barreiras, 110 m c/ barreiras e salto em distância                                                    | Paris 1900                                                 |
| Walter Tewksbury          | 200 m e 400 m c/ barreiras                                                                                            | Paris 1900                                                 |
| Maxwell Long              | 400 m | Paris 1900                                                 |
| John Jesus Flanagan       | lançamento do martelo                                                                                                 | Paris 1900 St. Louis 1904 Londres 1908                     |
| Irving Baxter             | salto em altura e salto com vara                                                                                      | Paris 1900                                                 |
| Ray Ewry                  | salto em altura, salto em distância e salto triplo (todos sem corrida)                                                | Paris 1900 St. Louis 1904 Londres 1908                     |
| Richard Sheldon           | arremesso de peso | Paris 1900                                                 |
| Meyer Prinstein           | salto triplo salto triplo e salto em distância                                                                        | Paris 1900 St. Louis 1904                                  |
| Archie Hahn               | 60 m, 100 m e 200 m                                                                                                   | St. Louis 1904                                             |
| Frederick Schule          | 110 m c/ barreiras | St. Louis 1904                                             |
| James Lightbody           | 800 m, 1500 m e 2590 m c/ obstáculos                                                                                  | St. Louis 1904                                             |
| Harry Hillman             | 400 m, 200 m c/ barreiras e 400 m c/ barreiras                                                                        | St. Louis 1904                                             |
| Samuel Jones              | salto em altura | St. Louis 1904                                             |
| Charles Dvorak            | salto com vara | St. Louis 1904                                             |
| Ralph Rose                | arremesso de peso arremesso de peso c/ ambas as mãos                                                                  | St. Louis 1904 e Londres 1908 Estocolmo 1912               |
| Max Emmerich              | triathlon de atletismo                                                                                                | St. Louis 1904                                             |
| Martin Sheridan           | lançamento de disco                                                                                                   | St. Louis 1904 Londres 1908                                |
| Arthur Newton             | 4 milhas em equipe | St. Louis 1904                                             |
| George Underwood          | 4 milhas em equipe | St. Louis 1904                                             |
| Paul Pilgrim              | 4 milhas em equipe | St. Louis 1904                                             |
| Howard Valentine          | 4 milhas em equipe | St. Louis 1904                                             |
| David Munson              | 4 milhas em equipe | St. Louis 1904                                             |
| Thomas Hicks              | maratona | St. Louis 1904                                             |
| Forrest Smithson          | 110 m c/ barreiras | Londres 1908                                               |
| Melvin Sheppard           | 800 m, 1500 m e revezamento misto 4X400 m                                                                             | Londres 1908 Estocolmo 1912                                |
| Charles Bacon             | 400 m c/ barreiras | Londres 1908                                               |
| Harry Porter              | salto em altura | Londres 1908                                               |
| Frank Irons               | salto em distância | Londres 1908                                               |
| William Hamilton          | revezamento misto | Londres 1908                                               |
| Nathaniel Cartmell        | revezamento misto | Londres 1908                                               |
| John Taylor               | revezamento misto | Londres 1908                                               |
| Edward Cook               | salto com vara | Londres 1908                                               |
| Alfred Gilbert            | salto com vara | Londres 1908                                               |
| Johnny Hayes              | maratona | Londres 1908                                               |
| Ralph Craig               | 100 m e 200 m | Estocolmo 1912                                             |
| Frederick Kelly           | 110 m c/ barreiras | Estocolmo 1912                                             |
| Charles Reidpath          | 400 m e 4x400 m | Estocolmo 1912                                             |
| James Meredith            | 800 m e 4x400 m | Estocolmo 1912                                             |
| Edward Lindberg           | 4x400 m | Estocolmo 1912                                             |
| Jim Thorpe                | pentatlo e decatlo | Estocolmo 1912                                             |
| Matthew McGrath           | lançamento do marcelo                                                                                                 | Estocolmo 1912                                             |
| Alma Richards             | salto em altura | Estocolmo 1912                                             |
| Platt Adams               | salto em altura sem corrida                                                                                           | Estocolmo 1912                                             |
| Albert Gutterson          | salto em altura | Estocolmo 1912                                             |
| Harry Babcock             | salto com vara | Estocolmo 1912                                             |
| Pat McDonald              | arremesso de peso arremesso de peso de 25 kg                                                                          | Estocolmo 1912 Antuérpia 1920                              |
| Tell Berna                | 3000 m por equipes | Estocolmo 1912                                             |
| Norman Taber              | 3000 m por equipes | Estocolmo 1912                                             |
| George Bonhag             | 3000 m por equipes | Estocolmo 1912                                             |
| Louis Scott               | 3000 m por equipes | Estocolmo 1912                                             |
| Abel Kiviat               | 3000 m por equipes | Estocolmo 1912                                             |
| Charles Paddock           | 100 m e 4x100 m | Antuérpia 1920                                             |
| Allen Woodring            | 200 m | Antuérpia 1920                                             |
| Frank Loomis              | 400 m c/ barreiras | Antuérpia 1920                                             |
| Patrick Ryan              | lançamento do martelo                                                                                                 | Antuérpia 1920                                             |
| Richmond Landon           | salto em altura | Antuérpia 1920                                             |
| Frank Foss                | salto com vara | Antuérpia 1920                                             |
| Horace Brown              | 3000 m por equipes | Antuérpia 1920                                             |
| Arlie Schardt             | 3000 m por equipes | Antuérpia 1920                                             |
| Ivan Dresser              | 3000 m por equipes | Antuérpia 1920                                             |
| Jackson Scholz            | 4x100 m 200 m | Antuérpia 1920 Paris 1924                                  |
| Loren Murchison           | 4x100 m | Antuérpia 1920 Paris 1924                                  |
| Morris Kirksey            | 4x100 m | Antuérpia 1920                                             |
| Daniel Kinsey             | 110 m c/ barreiras | Paris 1924                                                 |
| Morgan Taylor             | 400 m c/ barreiras | Paris 1924                                                 |
| Harold Osborn             | salto em altura e decatlo                                                                                             | Paris 1924                                                 |
| Clarence Houser           | arremesso de peso e lançamento do disco lançamento de disco                                                           | Paris 1924 Amsterdã 1928                                   |
| William DeHart Hubbard    | salto em distância | Paris 1924                                                 |
| Lee Barnes                | salto com vara | Paris 1924                                                 |
| Fred Tootell              | lançamento do martelo                                                                                                 | Paris 1924                                                 |
| Louis Clarke              | 4x100 m | Paris 1924                                                 |
| Frank Hussey              | 4x100 m | Paris 1924                                                 |
| Alfred LeConey            | 4x100 m | Paris 1924                                                 |
| Commodore Cochran         | 4x400 m | Paris 1924                                                 |
| Alan Helffrich            | 4x400 m | Paris 1924                                                 |
| Oliver MacDonald          | 4x400 m | Paris 1924                                                 |
| William Stevenson         | 4x400 m | Paris 1924                                                 |
| Betty Robinson            | 100 m 4x100 m | Amsterdã 1928 Berlim 1936                                  |
| Ray Barbuti               | 400 m e 4x400 m | Amsterdã 1928                                              |
| Robert King               | salto em altura | Amsterdã 1928                                              |
| Edward Hamm               | salto em distância | Amsterdã 1928                                              |
| Sabin Carr                | salto com vara | Amsterdã 1928                                              |
| John Kuck                 | arremesso de peso | Amsterdã 1928                                              |
| Frank Wykoff              | 4x100 m | Amsterdã 1928 Los Angeles 1932 Berlim 1936                 |
| James Quinn               | 4x100 m | Amsterdã 1928                                              |
| Charles Borah             | 4x100 m | Amsterdã 1928                                              |
| Henry Russell             | 4x100 m | Amsterdã 1928                                              |
| George Baird              | 4x400 m | Amsterdã 1928                                              |
| Fred Alderman             | 4x400 m | Amsterdã 1928                                              |
| Emerson Spencer           | 4x400 m | Amsterdã 1928                                              |
| Eddie Tolan               | 100 m e 200 m | Los Angeles 1932                                           |
| George Saling             | 110 m c/ barreiras | Los Angeles 1932                                           |
| William Carr              | 400 m e 4x400 m | Los Angeles 1932                                           |
| Mildred "Babe" Didrikson  | 80 m c/ barreiras e lançamento do dardo                                                                               | Los Angeles 1932                                           |
| James Bausch              | decatlo | Los Angeles 1932                                           |
| John Anderson             | lançamento de disco                                                                                                   | Los Angeles 1932                                           |
| Lillian Copeland          | lançamento de disco                                                                                                   | Los Angeles 1932                                           |
| Jean Shiley               | salto em altura | Los Angeles 1932                                           |
| Edward Gordon             | salto em distância | Los Angeles 1932                                           |
| William Miller            | salto com vara | Los Angeles 1932                                           |
| Leo Sexton                | arremesso de peso | Los Angeles 1932                                           |
| Robert Kiesel             | 4x100 m | Los Angeles 1932                                           |
| Emmett Toppino            | 4x100 m | Los Angeles 1932                                           |
| Hector Dyer               | 4x100 m | Los Angeles 1932                                           |
| Mary Carew                | 4x100 m | Los Angeles 1932                                           |
| Evelyn Furtsch            | 4x100 m | Los Angeles 1932                                           |
| Annette Rogers            | 4x100 m | Los Angeles 1932 Berlim 1936                               |
| Wilhelmina von Bremen     | 4x100 m | Los Angeles 1932                                           |
| Ivan Fuqua                | 4x400 m | Los Angeles 1932                                           |
| Edgar Ablowich            | 4x400 m | Los Angeles 1932                                           |
| Karl Warner               | 4x400 m | Los Angeles 1932                                           |
| Jesse Owens               | 100 m, 200 m, 4x100 m e salto em distância                                                                            | Berlim 1936                                                |
| Helen Stephens            | 100 m e 4x100 m | Berlim 1936                                                |
| Forrest Towns             | 110 m c/ barreiras | Berlim 1936                                                |
| Glenn Hardin              | 400 m c/ barreiras | Berlim 1936                                                |
| Archie Williams           | 400 m | Berlim 1936                                                |
| John Woodruff             | 800 m | Berlim 1936                                                |
| Glenn Morris              | decatlo | Berlim 1936                                                |
| Ken Carpenter             | lançamento de disco                                                                                                   | Berlim 1936                                                |
| Cornelius Johnson         | salto em altura | Berlim 1936                                                |
| Earle Meadows             | salto com vara | Berlim 1936                                                |
| Ralph Metcalfe            | 4x100 m | Berlim 1936                                                |
| Foy Draper                | 4x100 m | Berlim 1936                                                |
| Harriet Bland             | 4x100 m | Berlim 1936                                                |
| Harrison Dillard          | 100 m e 4x100 m 110 m c/ barreiras e 4x100 m                                                                          | Londres 1948 Helsinque 1952                                |
| William Porter            | 110 m c/ barreiras | Londres 1948                                               |
| Mel Patton                | 200 m e 4x100 m | Londres 1948                                               |
| Roy Cochran               | 400 m c/ barreiras e 4x400 m                                                                                          | Londres 1948                                               |
| Malvin Whitfield          | 800 m e 4x400 m 800 m                                                                                                 | Londres 1948 Helsinque 1952                                |
| Bob Mathias               | decatlo | Londres 1948 Helsinque 1952                                |
| Alice Coachman            | salto em altura | Londres 1948                                               |
| Willie Steele             | salto em distância | Londres 1948                                               |
| Guinn Smith               | salto com vara | Londres 1948                                               |
| Wilbur Thompson           | arremesso de peso | Londres 1948                                               |
| Barney Ewell              | 4x100 m | Londres 1948                                               |
| Lorenzo Wright            | 4x100 m | Londres 1948                                               |
| Cliff Bourland            | 4x400 m | Londres 1948                                               |
| Arthur Harnden            | 4x400 m | Londres 1948                                               |
| Lindy Remigino            | 100 m e 4x100 m | Helsinque 1952                                             |
| Andy Stanfield            | 200 m e 4x100 m | Helsinque 1952                                             |
| Horace Ashenfelter        | 3000 m c/ obstáculos                                                                                                  | Helsinque 1952                                             |
| Charles Moore             | 400 m c/ barreiras | Helsinque 1952                                             |
| Sim Iness                 | lançamento do disco                                                                                                   | Helsinque 1952                                             |
| Walt Davis                | salto em altura | Helsinque 1952                                             |
| Cyrus Young               | lançamento do dardo                                                                                                   | Helsinque 1952                                             |
| Jerome Biffle             | salto em distância | Helsinque 1952                                             |
| Bob Richards              | salto com vara | Helsinque 1952 Melbourne 1956                              |
| Parry O'Brien             | arremesso de peso | Helsinque 1952 Melbourne 1956                              |
| Dean Smith                | 4x100 m | Helsinque 1952                                             |
| Mae Faggs                 | 4x100 m | Helsinque 1952                                             |
| Janet Moreau              | 4x100 m | Helsinque 1952                                             |
| Catherine Hardy           | 4x100 m | Helsinque 1952                                             |
| Barbara Jones             | 4x100 m | Helsinque 1952 Roma 1960                                   |
| Bobby Morrow              | 100 m, 200 m e 4x100 m                                                                                                | Melbourne 1956                                             |
| Lee Calhoun               | 110 m c/ barreiras | Melbourne 1956 Roma 1960                                   |
| Glenn Davis               | 400 m c/ barreiras 400 m c/ barreiras e 4x 400 m                                                                      | Melbourne 1956 Roma 1960                                   |
| Charles Jenkins           | 400 m e 4x400 m | Melbourne 1956                                             |
| Tom Courtney              | 800 m e 4x400 m | Melbourne 1956                                             |
| Milt Campbell             | decatlo | Melbourne 1956                                             |
| Al Oerter                 | lançamento de disco                                                                                                   | Melbourne 1956 Roma 1960 Tóquio 1964 Cidade do México 1968 |
| Harold Connolly           | lançamento do martelo                                                                                                 | Melbourne 1956                                             |
| Charles Dumas             | salto em altura | Melbourne 1956                                             |
| Mildred McDaniel          | salto em altura | Melbourne 1956                                             |
| Gregory Bell              | salto em distância | Melbourne 1956                                             |
| Ira Murchison             | 4x100 m | Melbourne 1956                                             |
| Thane Baker               | 4x100 m | Melbourne 1956                                             |
| Leamon King               | 4x100 m | Melbourne 1956                                             |
| Louis Jones               | 4x400 m | Melbourne 1956                                             |
| Jesse Mashburn            | 4x400 m | Melbourne 1956                                             |
| Wilma Rudolph             | 100 m, 200 m e 4x100 m                                                                                                | Roma 1960                                                  |
| Otis Davis                | 400 m e 4x400 m | Roma 1960                                                  |
| Rafer Johnson             | decatlo | Roma 1960                                                  |
| Ralph Boston              | salto em distância | Roma 1960                                                  |
| Don Bragg                 | salto com vara | Roma 1960                                                  |
| Bill Nieder               | arremesso de peso | Roma 1960                                                  |
| Martha Hudson             | 4x100 m | Roma 1960                                                  |
| Lucinda Williams          | 4x100 m | Roma 1960                                                  |
| Jack Yerman               | 4x400 m | Roma 1960                                                  |
| Earl Young                | 4x400 m | Roma 1960                                                  |
| Bob Hayes                 | 100 m e 4x100 m | Tóquio 1964                                                |
| Wyomia Tyus               | 100 m 100 m e 4x100 m                                                                                                 | Tóquio 1964 Cidade do México 1968                          |
| Hayes Jones               | 110 m c/ barreiras | Tóquio 1964                                                |
| Edith McGuire             | 200 m | Tóquio 1964                                                |
| Henry Carr                | 200 m e 4x400 m | Tóquio 1964                                                |
| Rex Cawley                | 400 m c/ barreiras | Tóquio 1964                                                |
| Michael Larrabee          | 400 m e 4x400 m | Tóquio 1964                                                |
| Bob Schul                 | 5000 m | Tóquio 1964                                                |
| Billy Mills               | 10000 m | Tóquio 1964                                                |
| Fred Hansen               | salto com vara | Tóquio 1964                                                |
| Dallas Long               | arremesso de peso | Tóquio 1964                                                |
| Paul Drayton              | 4x100 m | Tóquio 1964                                                |
| Gerry Ashworth            | 4x100 m | Tóquio 1964                                                |
| Richard Stebbins          | 4x100 m | Tóquio 1964                                                |
| Ulis Williams             | 4x400 m | Tóquio 1964                                                |
| Ollan Cassell             | 4x400 m | Tóquio 1964                                                |
| Jim Hines                 | 100 m e 4x100 m | Cidade do México 1968                                      |
| Willie Davenport          | 110 m c/ barreiras | Cidade do México 1968                                      |
| Tommie Smith              | 200 m | Cidade do México 1968                                      |
| Lee Evans                 | 400 m e 4x400 m | Cidade do México 1968                                      |
| Madeline Manning          | 800 m | Cidade do México 1968                                      |
| Bill Toomey               | decatlo | Cidade do México 1968                                      |
| Dick Fosbury              | salto em altura | Cidade do México 1968                                      |
| Bob Beamon                | salto em distância | Cidade do México 1968                                      |
| Bob Seagren               | salto com vara | Cidade do México 1968                                      |
| Randy Matson              | arremesso de peso | Cidade do México 1968                                      |
| Melvin Pender             | 4x 100m | Cidade do México 1968                                      |
| Charles Greene            | 4x 100m | Cidade do México 1968                                      |
| Ronnie Ray Smith          | 4x 100m | Cidade do México 1968                                      |
| Barbara Ferrell           | 4x 100m | Cidade do México 1968                                      |
| Margaret Bailes           | 4x 100m | Cidade do México 1968                                      |
| Mildrette Netter          | 4x 100m | Cidade do México 1968                                      |
| Ron Freeman               | 4x400 m | Cidade do México 1968                                      |
| Larry James               | 4x400 m | Cidade do México 1968                                      |
| Vincent Matthews          | 4x400 m 400 m | Cidade do México 1968 Munique 1972                         |
| Rodney Milburn            | 110 m c/ barreiras | Munique 1972                                               |
| David Wottle              | 800 m | Munique 1972                                               |
| Randy Williams            | salto em distância | Munique 1972                                               |
| Larry Black               | 4x100 m | Munique 1972                                               |
| Robert Taylor             | 4x100 m | Munique 1972                                               |
| Gerald Tinker             | 4x100 m | Munique 1972                                               |
| Eddie Hart                | 4x100 m | Munique 1972                                               |
| Frank Shorter             | maratona | Munique 1972                                               |
| Edwin Moses               | 400 m c/ barreiras | Montreal 1976                                              |
| Bruce Jenner              | decatlo | Montreal 1976                                              |
| Mac Wilkins               | lançamento de disco                                                                                                   | Montreal 1976                                              |
| Arnie Robinson            | salto em distância | Montreal 1976                                              |
| Harvey Glance             | 4x100 m | Montreal 1976                                              |
| Johnny "Lam" Jones        | 4x100 m | Montreal 1976                                              |
| Millard Hampton           | 4x100 m | Montreal 1976                                              |
| Steve Riddick             | 4x100 m | Montreal 1976                                              |
| Herman Frazier            | 4x400 m | Montreal 1976                                              |
| Benjamin Brown            | 4x400 m | Montreal 1976                                              |
| Fred Newhouse             | 4x400 m | Montreal 1976                                              |
| Maxwell Parks             | 4x400 m | Montreal 1976                                              |
| Carl Lewis                | 100 m, 200 m, 4x100 m e salto em distância 100 m e salto em distância 4x100 m e salto em distância salto em distância | Los Angeles 1984 Seul 1988 Barcelona 1992 Atlanta 1996     |
| Evelyn Ashford            | 100 m e 4x100 m 4x100 m                                                                                               | Los Angeles 1984 Seul 1988 Barcelona 1992                  |
| Benita Fitzgerald-Brown   | 100 m c/ barreiras | Los Angeles 1984                                           |
| Roger Kingdom             | 110 m c/ barreiras | Los Angeles 1984 Seul 1988                                 |
| Valerie Brisco-Hooks      | 200 m, 400 m e 4x400 m                                                                                                | Los Angeles 1984                                           |
| Alonzo Babers             | 400 m e 4x400 m | Los Angeles 1984                                           |
| Joan Benoit               | maratona | Los Angeles 1984                                           |
| Al Joyner                 | salto triplo | Los Angeles 1984                                           |
| Alice Brown               | 4x100 m | Los Angeles 1984 Seul 1988                                 |
| Jeanette Bolden           | 4x100 m | Los Angeles 1984                                           |
| Chandra Cheeseborough     | 4x100 m e 4x400 m | Los Angeles 1984                                           |
| Sam Graddy                | 4x100 m | Los Angeles 1984                                           |
| Ron Brown                 | 4x100 m | Los Angeles 1984                                           |
| Calvin Smith              | 4x100 m | Los Angeles 1984                                           |
| Antonio McKay             | 4x400 m | Los Angeles 1984                                           |
| Sunder Nix                | 4x400 m | Los Angeles 1984                                           |
| Ray Armstead              | 4x400 m | Los Angeles 1984                                           |
| Lillie Leatherwood        | 4x400 m | Los Angeles 1984                                           |
| Sherri Howard             | 4x400 m | Los Angeles 1984                                           |
| Florence Griffith-Joyner  | 100 m, 200 m e 4x100 m                                                                                                | Seul 1988                                                  |
| Joe DeLoach               | 200 m | Seul 1988                                                  |
| Jackie Joyner-Kersee      | heptatlo e salto em distância                                                                                         | Seul 1988 e Barcelona 1992                                 |
| André Phillips            | 400 m c/ barreiras | Seul 1988                                                  |
| Steve Lewis               | 400 m e 4x400 m 4x400 m                                                                                               | Seul 1988 Barcelona 1992                                   |
| Louise Ritter             | salto em altura | Seul 1988                                                  |
| Sheila Echols             | 4x100 m | Seul 1988                                                  |
| Kevin Robinzine           | 4x400 m | Seul 1988                                                  |
| Butch Reynolds            | 4x400 m | Seul 1988                                                  |
| Danny Everett             | 4x400 m | Seul 1988                                                  |
| Gail Devers               | 100 m 100 m e 4x100 m                                                                                                 | Barcelona 1992 Atlanta 1996                                |
| Michael Marsh             | 200 m e 4x100 m | Barcelona 1992                                             |
| Gwen Torrence             | 200 m e 4x100 m 4x100 m                                                                                               | Barcelona 1992 Atlanta 1996                                |
| Kevin Young               | 400 m c/ barreiras | Barcelona 1992                                             |
| Quincy Watts              | 400 m e 4x400 m | Barcelona 1992                                             |
| Michael Stulce            | arremesso de peso | Barcelona 1992                                             |
| Mike Conley               | salto triplo | Barcelona 1992                                             |
| Dennis Mitchell           | 4x100 m | Barcelona 1992                                             |
| Leroy Burrell             | 4x100 m | Barcelona 1992                                             |
| Carlette Guidry           | 4x100 m | Barcelona 1992                                             |
| Esther Jones              | 4x100 m | Barcelona 1992                                             |
| Andrew Valmon             | 4x400 m | Barcelona 1992                                             |
| Michael Johnson           | 4x400 m 200 m e 400 m 400 m                                                                                           | Barcelona 1992 Atlanta 1996 Sydney 2000                    |
| Allen Johnson             | 110 m c/ barreiras | Atlanta 1996                                               |
| Derrick Adkins            | 400 m c/ barreiras | Atlanta 1996                                               |
| Dan O'Brien               | decatlo | Atlanta 1996                                               |
| Charles Austin            | salto em altura | Atlanta 1996                                               |
| Eric Barnes               | arremesso de peso | Atlanta 1996                                               |
| Kenny Harrison            | salto triplo | Atlanta 1996                                               |
| Chryste Gaines            | 4x100 m | Atlanta 1996                                               |
| Inger Miller              | 4x100 m | Atlanta 1996                                               |
| LaMont Smith              | 4x400 m | Atlanta 1996                                               |
| Alvin Harrison            | 4x400 m | Atlanta 1996                                               |
| Derek Mills               | 4x400 m | Atlanta 1996                                               |
| Anthuan Maybank           | 4x400 m | Atlanta 1996                                               |
| Rochelle Stevens          | 4x400 m | Atlanta 1996                                               |
| Maicel Malone             | 4x400 m | Atlanta 1996                                               |
| Kim Graham                | 4x400 m | Atlanta 1996                                               |
| Jearl Miles Clark         | 4x400 m | Atlanta 1996 Sydney 2000                                   |
| Maurice Greene            | 100 m rasos e 4x100 m                                                                                                 | Sydney 2000                                                |
| Nick Hysong               | salto com vara | Sydney 2000                                                |
| Stacy Dragila             | salto com vara | Sydney 2000                                                |
| Angelo Taylor             | 400 m c/ barreiras 400 m c/ barreiras e 4x400 m                                                                       | Sydney 2000 Pequim 2008                                    |
| Jon Drummond              | 4x100 m | Sydney 2000                                                |
| Brian Lewis               | 4x100 m | Sydney 2000                                                |
| Bernard Williams          | 4x100 m | Sydney 2000                                                |
| Monique Hennagan          | 4x400 m | Sydney 2000 Atenas 2004                                    |
| LaTasha Colander          | 4x400 m | Sydney 2000                                                |
| Justin Gatlin             | 100 m | Atenas 2004                                                |
| Joanna Hayes              | 100 m c/ barreiras | Atenas 2004                                                |
| Jeremy Wariner            | 400 m e 4x400 m 4x400 m                                                                                               | Atenas 2004 Pequim 2008                                    |
| Shawn Crawford            | 200 m | Atenas 2004                                                |
| Adam Nelson               | arremesso de peso | Atenas 2004                                                |
| Timothy Mack              | salto com vara | Atenas 2004                                                |
| Dwight Phillips           | salto em distância | Atenas 2004                                                |
| Derrick Brew              | 4x400 m | Atenas 2004                                                |
| Otis Harris               | 4x400 m | Atenas 2004                                                |
| Darold Williamson         | 4x400 m | Atenas 2004                                                |
| DeeDee Trotter            | 4x400 m | Atenas 2004 Londres 2012                                   |
| Sanya Richards            | 4x400 m 400 m e 4x400 m                                                                                               | Atenas 2004 e Pequim 2008 Londres 2012                     |
| Monique Henderson         | 4x400 m | Atenas 2004 Pequim 2008                                    |
| Stephanie Brown-Trafton   | lançamento de disco                                                                                                   | Pequim 2008                                                |
| Dawn Harper               | 100 m c/ barreiras | Pequim 2008                                                |
| LaShawn Merritt           | 400 m e 4x400 m4x400 m                                                                                                | Pequim 2008 Rio 2016                                       |
| Bryan Clay                | decatlo | Pequim 2008                                                |
| Mary Wineberg             | 4x400 m | Pequim 2008                                                |
| Allyson Felix             | 4x400 m 200 m, 4x100 m e 4x400 m 4x100 m e 4x400 m4x400 m                                                             | Pequim 2008 Londres 2012 Rio 2016 Tóquio 2020              |
| David Neville             | 4x400 m | Pequim 2008                                                |
| Jennifer Suhr             | salto com vara | Londres 2012                                               |
| Aries Merritt             | 110 m c/ barreiras | Londres 2012                                               |
| Lashinda Demus            | 400 m c/ barreiras | Londres 2012                                               |
| Brittney Reese            | salto em distância | Londres 2012                                               |
| Erik Kynard               | salto em altura | Londres 2012                                               |
| Ashton Eaton              | decatlo | Londres 2012 Rio 2016                                      |
| Christian Taylor          | salto triplo | Londres 2012Rio 2016                                       |
| Tianna Madison-Bartoletta | 4x100 m salto em distância e 4x100 m                                                                                  | Londres 2012Rio 2016                                       |
| Bianca Knight             | 4x100 m | Londres 2012                                               |
| Carmelita Jeter           | 4x100 m | Londres 2012                                               |
| Francena McCorory         | 4x400 m | Londres 2012                                               |
| Michelle Carter           | arremesso de peso | Rio 2016                                                   |
| Jeff Henderson            | salto em distância | Rio 2016                                                   |
| Brianna Rollins           | 100 m c/ barreiras | Rio 2016                                                   |
| Kerron Clement            | 400 m c/ barreiras | Rio 2016                                                   |
| Ryan Crouser              | arremesso de peso | Rio 2016Tóquio 2020Paris 2024                              |
| Dalilah Muhammad          | 400 m c/ barreiras4x400 m                                                                                             | Rio 2016 Tóquio 2020                                       |
| Matthew Centrowitz        | 1500 m | Rio 2016                                                   |
| English Gardner           | 4x100 m | Rio 2016                                                   |
| Tori Bowie                | 4x100 m | Rio 2016                                                   |
| Courtney Okolo            | 4x400 m | Rio 2016                                                   |
| Natasha Hastings          | 4x400 m | Rio 2016                                                   |
| Phyllis Francis           | 4x400 m | Rio 2016                                                   |
| Arman Hall                | 4x400 m | Rio 2016                                                   |
| Gil Roberts               | 4x400 m | Rio 2016                                                   |
| Tony McQuay               | 4x400 m | Rio 2016                                                   |
| Valarie Allman            | lançamento de disco                                                                                                   | Tóquio 2020 Paris 2024                                     |
| Athing Mu                 | 800 m e 4x400 m | Tóquio 2020                                                |
| Sydney McLaughlin         | 400 m c/ barreiras e 4x400 m                                                                                          | Tóquio 2020 Paris 2024                                     |
| Katie Nageotte            | salto com vara | Tóquio 2020                                                |
| Michael Cherry            | 4x400 m | Tóquio 2020                                                |
| Michael Norman            | 4x400 m | Tóquio 2020                                                |
| Bryce Deadmon             | 4x400 m | Tóquio 2020Paris 2024                                      |
| Rai Benjamin              | 4x400 m400 m c/ barreiras e 4x400 m                                                                                   | Tóquio 2020Paris 2024                                      |
| Noah Lyles                | 100 m | Paris 2024                                                 |
| Gabrielle Thomas          | 200 m, 4x100 m e 4x400 m                                                                                              | Paris 2024                                                 |
| Cole Hocker               | 1500 m | Paris 2024                                                 |
| Quincy Hall               | 400 m | Paris 2024                                                 |
| Tara Davis-Woodhall       | salto em distância | Paris 2024                                                 |
| Grant Holloway            | 110 m c/ barreiras | Paris 2024                                                 |
| Melissa Jefferson         | 4x100 m | Paris 2024                                                 |
| Twanisha Terry            | 4x100 m | Paris 2024                                                 |
| Sha'Carri Richardson      | 4x100 m | Paris 2024                                                 |
| Masai Russell             | 100 m c/ barreiras | Paris 2024                                                 |
| Christopher Bailey        | 4x400 m | Paris 2024                                                 |
| Vernon Norwood            | 4x400 m | Paris 2024                                                 |
| Alexis Holmes             | 4x400 m | Paris 2024                                                 |
| Shamier Little            | 4x400 m | Paris 2024                                                 |

## Estônia
| Erki Nool   | decatlo             | Sydney 2000 |
| Gerd Kanter | lançamento do disco | Pequim 2008 |

## Etiópia
| Abebe Bikila       | maratona                 | Roma 1960 Tóquio 1964      |
| Mamo Wolde         | maratona                 | Cidade do México 1968      |
| Miruts Yifter      | 5000 m e 10000 m         | Moscou 1980                |
| Derartu Tulu       | 10000 m                  | Barcelona 1992 Sydney 2000 |
| Haile Gebrselassie | 10000 m                  | Atlanta 1996 Sydney 2000   |
| Fatuma Roba        | maratona                 | Atlanta 1996               |
| Millon Wolde       | 5000 m                   | Sydney 2000                |
| Gezahegne Abera    | maratona                 | Sydney 2000                |
| Kenenisa Bekele    | 10000 m 5000 m e 10000 m | Atenas 2004 Pequim 2008    |
| Meseret Defar      | 5000 m                   | Atenas 2004Londres 2012    |
| Tirunesh Dibaba    | 5000 m e 10000 m10000 m  | Pequim 2008Londres 2012    |
| Tiki Gelana        | maratona                 | Londres 2012               |
| Almaz Ayana        | 10000 m                  | Rio 2016                   |
| Selemon Barega     | 10000 m                  | Tóquio 2020                |
| Tamirat Tola       | maratona                 | Paris 2024                 |

## Finlândia
| Hannes Kolehmainen | 5000 m, 10000 m e 3000 m cross-countrymaratona                                                                              | Estocolmo 1912Antuérpia 1920           |
| Armas Taipale      | lançamento do disco, lançamento do disco c/ duas mãos                                                                       | Estocolmo 1912                         |
| Juho Saaristo      | lançamento do dardo c/ duas mãos                                                                                            | Estocolmo 1912                         |
| Paavo Nurmi        | 10000 m, 8000 m cross-country, 8000 m cross-country p/equipes 1500m, 5000 m, 5000 m cross-country, 3000 m p/equipes 10000 m | Antuérpia 1920Paris 1924 Amsterdã 1928 |
| Vilho Tuulos       | salto triplo | Antuérpia 1920                         |
| Ville Pörhöla      | arremesso de peso | Antuérpia 1920                         |
| Jonni Myyrä        | lançamento do dardo | Antuérpia 1920 Paris 1924              |
| Eero Lehtonen      | pentatlo | Antuérpia 1920 Paris 1924              |
| Elmer Niklander    | lançamento do disco | Antuérpia 1920                         |
| Heikki Liimatainen | 8000 m cross-country p/equipes                                                                                              | Antuérpia 1920 Paris 1924              |
| Eino Rastas        | 8000 m cross-country p/ equipescross-country p/ equipes                                                                     | Antuérpia 1920 Paris 1924              |
| Teodor Koskenniemi | 8000 m cross-country p/equipes                                                                                              | Antuérpia 1920                         |
| Ville Ritola       | 10000 m, 3000m c/ obstáculos, 3000 m p/equipes, cross-country p/ equipes5000 m                                              | Paris 1924Amsterdã 1928                |
| Elias Katz         | 3000 m p/equipes | Paris 1924                             |
| Frej Liewendahl    | 3000 m p/equipes | Paris 1924                             |
| Eino Seppälä       | 3000 m p/equipes | Paris 1924                             |
| Sameli Tala        | 3000 m p/equipes | Paris 1924                             |
| Eero Berg          | cross-country p/ equipes | Paris 1924                             |
| Väinö Sipilä       | cross-country p/ equipes | Paris 1924                             |
| Albin Stenroos     | maratona | Paris 1924                             |
| Paavo Yrjola       | decatlo | Amsterdã 1928                          |
| Harry Larva        | 1500 m | Amsterdã 1928                          |
| Toivo Loukola      | 3000 m c/ obstáculos | Amsterdã 1928                          |
| Volmari Iso-Hollo  | 3000 m c/ obstáculos | Los Angeles 1932 Berlim 1936           |
| Matti Järvinen     | lançamento do dardo | Los Angeles 1932                       |
| Lauri Lehtinen     | 5000 m | Los Angeles 1932                       |
| Ilmari Salminen    | 10000 m | Berlim 1936                            |
| Gunnar Höckert     | 5000 m | Berlim 1936                            |
| Tapio Rautavaara   | lançamento do dardo | Londres 1948                           |
| Pauli Nevala       | lançamento do dardo | Tóquio 1964                            |
| Pekka Vasala       | 1500 m | Munique 1972                           |
| Lasse Viren        | 5000 m e 10000 m | Munique 1972 Montreal 1976             |
| Arto Härkönen      | lançamento do dardo | Los Angeles 1984                       |
| Juha Tiainen       | lançamento do martelo | Los Angeles 1984                       |
| Tapio Korjus       | lançamento do dardo | Seul 1988                              |
| Heli Rantanen      | lançamento do dardo | Atlanta 1996                           |
| Arsi Harju         | arremesso de peso | Sydney 2000                            |

## França
| Michel Théato        | maratona                                | Paris 1900                 |
| Joseph Guillemot     | 5000 m                                  | Antuérpia 1920             |
| Boughera El Ouafi    | maratona                                | Amsterdã 1928              |
| Micheline Ostermeyer | arremesso de peso e lançamento do disco | Londres 1948               |
| Alain Mimoun         | maratona                                | Melbourne 1956             |
| Colette Besson       | 400 m                                   | Cidade do México 1968      |
| Guy Drut             | 110m c/ barreiras                       | Montreal 1976              |
| Pierre Quinon        | salto com vara                          | Los Angeles 1984           |
| Marie-José Perec     | 400 m200 m e 400 m                      | Barcelona 1992Atlanta 1996 |
| Jean Galfione        | salto com vara                          | Atlanta 1996               |
| Renaud Lavillenie    | salto com vara                          | Londres 2012               |

## Grã-Bretanha
| Charles Bennett      | 1500 m                            | Paris 1900                   |
| John Rimmer          | 4000m c/ obstáculos               | Paris 1900                   |
| Alfred Tysoe         | 800 m                             | Paris 1900                   |
| Thomas Kiely         | decatlo                           | St. Louis 1904               |
| George Larner        | marcha 10 milhas, marcha 3500 m   | Londres 1908                 |
| Arthur Russell       | 3200m c/ obstáculos               | Londres 1908                 |
| Wyndham Halswelle    | 400 m                             | Londres 1908                 |
| Emil Voigt           | 5 milhas                          | Londres 1908                 |
| Timothy Ahearne      | salto triplo                      | Londres 1908                 |
| Joseph Deakin        | 3 milhas por equipe               | Londres 1908                 |
| Arthur Robertson     | 3 milhas por equipe               | Londres 1908                 |
| William Coales       | 3 milhas por equipe               | Londres 1908                 |
| Arnold Jackson       | 1500 m                            | Estocolmo 1912               |
| David Jacobs         | 4x100 m                           | Estocolmo 1912               |
| Henry Macintosh      | 4x100 m                           | Estocolmo 1912               |
| Victor d'Arcy        | 4x100 m                           | Estocolmo 1912               |
| William Applegarth   | 4x100 m                           | Estocolmo 1912               |
| Albert Hill          | 800 m e 1500 m                    | Antuérpia 1920               |
| Percy Hodge          | 3000 m c/ obstáculos              | Antuérpia 1920               |
| Cecil Griffiths      | 4x400 m                           | Antuérpia 1920               |
| Robert Lindsay       | 4x400 m                           | Antuérpia 1920               |
| John Ainsworth-Davis | 4x400 m                           | Antuérpia 1920               |
| Guy Butler           | 4x400 m                           | Antuérpia 1920               |
| Harold Abrahams      | 100 m                             | Paris 1924                   |
| Eric Liddell         | 400 m                             | Paris 1924                   |
| Douglas Lowe         | 800 m                             | Paris 1924 Amsterdã 1928     |
| David Burghley       | 400 m c/ barreiras                | Amsterdã 1928                |
| Thomas Green         | marcha 50 km                      | Los Angeles 1932             |
| Thomas Hampson       | 800 m                             | Los Angeles 1932             |
| Harold Whitlock      | marcha 50 km                      | Berlim 1936                  |
| Frederick Wolff      | 4x400 m                           | Berlim 1936                  |
| Godfrey Rampling     | 4x400 m                           | Berlim 1936                  |
| William Roberts      | 4x400 m                           | Berlim 1936                  |
| Godfrey Brown        | 4x400 m                           | Berlim 1936                  |
| Chris Brasher        | 3000m c/ obstáculos               | Melbourne 1956               |
| Donald Thompson      | marcha 50 km                      | Roma 1960                    |
| Kenneth Matthews     | marcha 20 km                      | Tóquio 1964                  |
| Ann Packer           | 800 m                             | Tóquio 1964                  |
| Lynn Davies          | salto em distância                | Tóquio 1964                  |
| Mary Rand            | salto em distância                | Tóquio 1964                  |
| David Hemery         | 400 m c/ barreiras                | Cidade do México 1968        |
| Mary Peters          | pentatlo                          | Munique 1972                 |
| Allan Wells          | 100 m                             | Moscou 1980                  |
| Steve Ovett          | 800 m                             | Moscou 1980                  |
| Sebastian Coe        | 1500 m                            | Moscou 1980 Los Angeles 1984 |
| Daley Thompson       | decatlo                           | Moscou 1980 Los Angeles 1984 |
| Tessa Sanderson      | lançamento de dardo               | Los Angeles 1984             |
| Linford Christie     | 100 m                             | Barcelona 1992               |
| Sally Gunnell        | 400 m c/ barreiras                | Barcelona 1992               |
| Denise Lewis         | heptatlo                          | Sydney 2000                  |
| Jonathan Edwards     | salto triplo                      | Sydney 2000                  |
| Kelly Holmes         | 800 m e 1500 m                    | Atenas 2004                  |
| Jason Gardener       | 4x100 m                           | Atenas 2004                  |
| Mark Lewis-Francis   | 4x100 m                           | Atenas 2004                  |
| Darren Campbell      | 4x100 m                           | Atenas 2004                  |
| Marlon Devonish      | 4x100 m                           | Atenas 2004                  |
| Christine Ohuruogu   | 400 m                             | Pequim 2008                  |
| Jessica Ennis        | heptatlo                          | Londres 2012                 |
| Greg Rutherford      | salto em distância                | Londres 2012                 |
| Mo Farah             | 5000 m e 10000 m 5000 m e 10000 m | Londres 2012 Rio 2016        |
| Keely Hodgkinson     | 800 m                             | Paris 2024                   |

## Granada
| Kirani James | 400 m | Londres 2012 |

## Grécia
| Spiridon Louis           | maratona                       | Atenas 1896           |
| Konstantinos Tsiklitiras | salto em distância sem corrida | Estocolmo 1912        |
| Voula Patoulidou         | 100 m c/ barreiras             | Barcelona 1992        |
| Konstantinos Kenteris    | 200 m                          | Sydney 2000           |
| Fani Halkia              | 400 m c/ barreiras             | Atenas 2004           |
| Athanasia Tsoumeleka     | marcha 20km                    | Atenas 2004           |
| Ekaterini Stefanidi      | salto com vara                 | Rio 2016              |
| Miltiadis Tentoglou      | salto em distância             | Tóquio 2020Paris 2024 |

## Holanda
| Fanny Blankers-Koen        | 100 m, 200 m, 80 m c/ barreiras e 4x100 m | Londres 1948     |
| Xenia Stad-de Jong         | 4x100 m                                   | Londres 1948     |
| Netti Witziers-Timmer      | 4x100 m                                   | Londres 1948     |
| Gerda van der Kade-Koudijs | 4x100 m                                   | Londres 1948     |
| Ria Stalman                | lançamento do disco                       | Los Angeles 1984 |
| Ellen van Langen           | 800 m                                     | Barcelona 1992   |
| Sifan Hassan               | 5000 m e 10 000 m                         | Tóquio 2020      |
| Femke Bol                  | 4x400 m misto                             | Paris 2024       |
| Eugene Omalla              | 4x400 m misto                             | Paris 2024       |
| Lieke Klaver               | 4x400 m misto                             | Paris 2024       |
| Isaya Klein Ikkink         | 4x400 m misto                             | Paris 2024       |

## Hungria
| Rudolf Bauer    | lançamento do disco   | Paris 1900            |
| Ibolya Csák     | salto em altura       | Berlim 1936           |
| Olga Gyarmati   | salto em distância    | Londres 1948          |
| Imre Nemeth     | lançamento do martelo | Londres 1948          |
| Jozsef Czermak  | lançamento do martelo | Helsinque 1952        |
| Angela Nemeth   | lançamento do dardo   | Cidade do México 1968 |
| Gyula Zsivótzky | lançamento do martelo | Cidade do México 1968 |
| Miklos Nemeth   | lançamento do dardo   | Montreal 1976         |
| Balázs Kiss     | lançamento do martelo | Atlanta 1996          |
| Krisztián Pars  | lançamento do martelo | Londres 2012          |

## Índia
| Neeraj Chopra | lançamento de dardo | Tóquio 2020 |

## Irlanda
| Pat O'Callaghan | lançamento do martelo | Amsterdã 1928 Los Angeles 1932 |
| Bob Tisdall     | 400 m c/ barreiras    | Los Angeles 1932               |
| Ron Delany      | 1500 m                | Melbourne 1956                 |

## Itália
| Ugo Frigerio        | marcha 3km e marcha 10 km marcha 10 km | Antuérpia 1920 Paris 1924 |
| Luigi Beccali       | 1500 m                                 | Los Angeles 1932          |
| Trebisonda Valla    | 80m c/ barreiras                       | Berlim 1936               |
| Adolfo Consolini    | lançamento do disco                    | Londres 1948              |
| Giuseppe Dordoni    | marcha 50 km                           | Helsinque 1952            |
| Livio Berruti       | 200 m                                  | Roma 1960                 |
| Abdon Pamich        | marcha 50 km                           | Tóquio 1964               |
| Sara Simeoni        | salto em altura                        | Moscou 1980               |
| Maurizio Damilano   | marcha 20 km                           | Moscou 1980               |
| Pietro Mennea       | 200 m                                  | Moscou 1980               |
| Gabriella Dorio     | 1500 m                                 | Los Angeles 1984          |
| Alessandro Andrei   | arremesso de peso                      | Los Angeles 1984          |
| Alberto Cova        | 10000 m                                | Los Angeles 1984          |
| Gelindo Bordin      | maratona                               | Seul 1988                 |
| Ivano Brugnetti     | marcha 20 km                           | Atenas 2004               |
| Stefano Baldini     | maratona                               | Atenas 2004               |
| Alex Schwazer       | marcha 50 km                           | Pequim 2008               |
| Marcell Jacobs      | 100 m e 4x100 m                        | Tóquio 2020               |
| Gianmarco Tamberi   | salto em altura                        | Tóquio 2020               |
| Massimo Stano       | marcha 20 km                           | Tóquio 2020               |
| Antonella Palmisano | marcha 20 km                           | Tóquio 2020               |
| Lorenzo Patta       | 4x100 m                                | Tóquio 2020               |
| Eseosa Desalu       | 4x100 m                                | Tóquio 2020               |
| Filippo Tortu       | 4x100 m                                | Tóquio 2020               |

## Jamaica
| Arthur Wint             | 400 m 4x400 m                                              | Londres 1948Helsinque 1952         |
| George Rhoden           | 400 m e 4x400 m                                            | Helsinque 1952                     |
| Leslie Laing            | 4x400 m                                                    | Helsinque 1952                     |
| Herb McKenley           | 4x400 m                                                    | Helsinque 1952                     |
| Don Quarrie             | 200 m                                                      | Montreal 1976                      |
| Deon Hemmings           | 400 m c/ barreiras                                         | Atlanta 1996                       |
| Veronica Campbell-Brown | 200 m e 4x100 m200 m                                       | Atenas 2004Pequim 2008             |
| Tayna Lawrence          | 4x100 m                                                    | Atenas 2004                        |
| Sherone Simpson         | 4x100 m                                                    | Atenas 2004                        |
| Aleen Bailey            | 4x100 m                                                    | Atenas 2004                        |
| Usain Bolt              | 100 m, 200 m 100 m, 200 m e 4x100 m 100 m, 200 m e 4x100 m | Pequim 2008Londres 2012Rio 2016    |
| Shelly-Ann Fraser-Pryce | 100 m 4x100 m                                              | Pequim 2008Londres 2012Tóquio 2020 |
| Melaine Walker          | 400 m c/ barreiras                                         | Pequim 2008                        |
| Asafa Powell            | 4x100 m                                                    | Rio 2016                           |
| Nesta Carter            | 4x100 m                                                    | Londres 2012                       |
| Michael Frater          | 4x100 m                                                    | Londres 2012                       |
| Yohan Blake             | 4x100 m                                                    | Londres 2012Rio 2016               |
| Elaine Thompson         | 100 m e 200 m100 m, 200 m e 4x100 m                        | Rio 2016 Tóquio 2020               |
| Omar McLeod             | 110 m c/ barreiras                                         | Rio 2016                           |
| Nickel Ashmeade         | 4x100 m                                                    | Rio 2016                           |
| Hansle Parchment        | 110 m c/ barreiras                                         | Tóquio 2020                        |
| Briana Williams         | 4x100 m                                                    | Tóquio 2020                        |
| Shericka Jackson        | 4x100 m                                                    | Tóquio 2020                        |
| Rojé Stona              | lançamento de disco                                        | Paris 2024                         |

## Japão
| Mikio Oda                  | salto triplo          | Amsterdã 1928    |
| Chuhei Nambu               | salto triplo          | Los Angeles 1932 |
| Naoto Tajima               | salto triplo          | Berlim 1936      |
| Sohn Kee-chung (Kitei Son) | maratona              | Berlim 1936      |
| Naoko Takahashi            | maratona              | Sydney 2000      |
| Mizuki Noguchi             | maratona              | Atenas 2004      |
| Koji Murofushi             | lançamento de martelo | Atenas 2004      |
| Haruka Kitaguchi           | lançamento de dardo   | Paris 2024       |

## Lituânia
| Romas Ubartas     | lançamento do disco | Barcelona 1992          |
| Virgilijus Alekna | lançamento do disco | Sydney 2000 Atenas 2004 |

## Luxemburgo
| Josy Barthel | 1500 m | Helsinque 1952 |

## Marrocos
| Nawal El Moutawakel | 400m c/ barreiras    | Los Angeles 1984      |
| Said Aouita         | 5000 m               | Los Angeles 1984      |
| Brahim Boutayeb     | 10000 m              | Seul 1988             |
| Khalid Skah         | 10000 m              | Barcelona 1992        |
| Hicham El Guerrouj  | 1500 m e 5000 m      | Atenas 2004           |
| Soufiane El Bakkali | 3000 m c/ obstáculos | Tóquio 2020Paris 2024 |

## México
| Daniel Bautista | marcha 20 km | Montreal 1976    |
| Ernesto Canto   | marcha 20 km | Los Angeles 1984 |
| Raúl González   | marcha 50 km | Los Angeles 1984 |

## Moçambique
| Maria Mutola | 800 m | Sydney 2000 |

## Nigéria
| Chioma Ajunwa     | salto em distância | Atlanta 1996 |
| Clement Chukwu    | 4x400 m            | Sydney 2000  |
| Jude Monye        | 4x400 m            | Sydney 2000  |
| Sunday Bada       | 4x400 m            | Sydney 2000  |
| Enefiok Udo-Obong | 4x400 m            | Sydney 2000  |

## Noruega
| Ferdinand Bie       | pentatlo            | Estocolmo 1912          |
| Helge Løvland       | decatlo             | Antuérpia 1920          |
| Egil Danielsen      | lançamento do dardo | Melbourne 1956          |
| Vebjørn Rodal       | 800 m               | Atlanta 1996            |
| Trine Hattestad     | lançamento do dardo | Sydney 2000             |
| Andreas Thorkildsen | lançamento do dardo | Atenas 2004 Pequim 2008 |
| Karsten Warholm     | 400 m c/ barreiras  | Tóquio 2020             |
| Jakob Ingebrigtsen  | 1500 m              | Tóquio 2020             |
| Markus Rooth        | decatlo             | Paris 2024              |

## Nova Zelândia
| John Lovelock   | 1500 m               | Berlim 1936              |
| Yvette Williams | salto em distância   | Helsinque 1952           |
| Norman Read     | marcha 50 km         | Melbourne 1956           |
| Murray Halberg  | 5000 m               | Roma 1960                |
| Peter Snell     | 800 m 800 m e 1500 m | Roma 1960 Tóquio 1964    |
| John Walker     | 1500 m               | Montreal 1976            |
| Valerie Adams   | arremesso de peso    | Pequim 2008 Londres 2012 |
| Hamish Kerr     | salto em altura      | Paris 2024               |

## Panamá
| Irving Saladino | salto em distância | Pequim 2008 |

## Paquistão
| Arshad Nadeem | lançamento de dardo | Paris 2024 |

## Polônia
| Halina Konopacka       | lançamento do disco                                   | Amsterdã 1928                                 |
| Janusz Kusocinski      | 10000 m                                               | Los Angeles 1932                              |
| Stanislawa Walasiewicz | 100 m                                                 | Los Angeles 1932                              |
| Elzbieta Krzesinska    | salto em distância                                    | Melbourne 1956                                |
| Zdzislaw Krzyszkowiak  | 3000m c/ obstáculos                                   | Roma 1960                                     |
| Józef Szmidt           | salto triplo                                          | Roma 1960 Tóquio 1964                         |
| Irena Szewinska        | 4x100 m 200 m 400 m                                   | Tóquio 1964Cidade do México 1968Montreal 1976 |
| Teresa Cieply          | 4x100 m                                               | Tóquio 1964                                   |
| Halina Gorecka         | 4x100 m                                               | Tóquio 1964                                   |
| Ewa Klobukowska        | 4x100 m                                               | Tóquio 1964                                   |
| Wladyslaw Komar        | arremesso de peso                                     | Munique 1972                                  |
| Tadeusz Ślusarski      | salto com vara                                        | Montreal 1976                                 |
| Jacek Wszola           | salto em altura                                       | Montreal 1976                                 |
| Wladyslaw Kozakiewicz  | salto com vara                                        | Moscou 1980                                   |
| Bronislaw Malinowski   | 3000m c/ obstáculos                                   | Moscou 1980                                   |
| Robert Korzeniowski    | marcha 50 km marcha 20 km e marcha 50 km marcha 50 km | Atlanta 1996Sydney 2000Atenas 2004            |
| Szymon Ziolkowski      | lançamento do martelo                                 | Sydney 2000                                   |
| Kamila Skolimowska     | lançamento do martelo                                 | Sydney 2000                                   |
| Tomasz Majewski        | arremesso de peso                                     | Pequim 2008Londres 2012                       |
| Anita Wlodarczyk       | lançamento do martelo                                 | Londres 2012Rio 2016Tóquio 2020               |
| Karol Zalewski         | 4x400 m misto                                         | Tóquio 2020                                   |
| Natalia Kaczmarek      | 4x400 m misto                                         | Tóquio 2020                                   |
| Justyna Swiety-Ersetic | 4x400 m misto                                         | Tóquio 2020                                   |
| Kajetan Duszynski      | 4x400 m misto                                         | Tóquio 2020                                   |
| Wojciech Nowicki       | lançamento do martelo                                 | Tóquio 2020                                   |
| Dawid Tomala           | marcha 50 km                                          | Tóquio 2020                                   |

## Portugal
| Carlos Lopes     | maratona     | Los Angeles 1984 |
| Rosa Mota        | maratona     | Seul 1988        |
| Fernanda Ribeiro | 10000 m      | Atlanta 1996     |
| Nelson Évora     | salto triplo | Pequim 2008      |
| Pedro Pichardo   | salto triplo | Tóquio 2020      |

## Porto Rico
| Jasmine Camacho-Quinn | 100 m c/ barreiras | Tóquio 2020 |

## Qatar
| Mutaz Essa Barshim | salto em altura | Tóquio 2020 |

## Quênia
| Kip Keino         | 1500 m 3000m c/ obstáculos | Cidade do México 1968 Munique 1972 |
| Amos Biwott       | 3000m c/ obstáculos        | Cidade do México 1968              |
| Naftali Temu      | 10000 m                    | Cidade do México 1968              |
| Charles Asati     | 4x400 m                    | Munique 1972                       |
| Hezekiah Nyamau   | 4x400 m                    | Munique 1972                       |
| Robert Ouko       | 4x400 m                    | Munique 1972                       |
| Julius Sang       | 4x400 m                    | Munique 1972                       |
| Julius Korir      | 3000 m c/ obstáculos       | Los Angeles 1984                   |
| Julius Kariuki    | 3000 m c/ obstáculos       | Seul 1988                          |
| Peter Rono        | 1500 m                     | Seul 1988                          |
| Paul Ereng        | 800 m                      | Seul 1988                          |
| John Ngugi        | 5000 m                     | Seul 1988                          |
| Matthew Birir     | 3000 m c/ obstáculos       | Barcelona 1992                     |
| William Tanui     | 800 m                      | Barcelona 1992                     |
| Joseph Keter      | 3000 m c/ obstáculos       | Atlanta 1996                       |
| Reuben Kosgei     | 3000 m c/ obstáculos       | Sydney 2000                        |
| Noah Ngeny        | 1500 m                     | Sydney 2000                        |
| Ezekiel Kemboi    | 3000 m c/ obstáculos       | Atenas 2004 Londres 2012           |
| Brimin Kipruto    | 3000 m c/ obstáculos       | Pequim 2008                        |
| Asbel Kiprop      | 1500 m                     | Pequim 2008                        |
| Nancy Langat      | 1500 m                     | Pequim 2008                        |
| Pamela Jelimo     | 800 m                      | Pequim 2008                        |
| Wilfred Bungei    | 800 m                      | Pequim 2008                        |
| Samuel Wanjiru    | maratona                   | Pequim 2008                        |
| David Rudisha     | 800 m                      | Londres 2012Rio 2016               |
| Faith Kipyegon    | 1500 m                     | Rio 2016Tóquio 2020Paris 2024      |
| Conseslus Kipruto | 3000 m c/ obstáculos       | Rio 2016                           |
| Vivian Cheruiyot  | 5000 m                     | Rio 2016                           |
| Jemima Sumgong    | maratona                   | Rio 2016                           |
| Eliud Kipchoge    | maratona                   | Rio 2016Tóquio 2020                |
| Emmanuel Korir    | 800 m                      | Tóquio 2020                        |
| Peres Jepchirchir | maratona                   | Tóquio 2020                        |
| Beatrice Chebet   | 5000 m e 10000 m           | Paris 2024                         |
| Emmanuel Wanyonyi | 800 m                      | Paris 2024                         |

## República Dominicana
| Félix Sánchez     | 400m c/ barreiras | Atenas 2004Londres 2012 |
| Marileidy Paulino | 400 m             | Paris 2024              |

## República Tcheca
| Jan Zelezny       | lançamento do dardo | Atlanta 1996 Sydney 2000 |
| Roman Sebrle      | decatlo             | Atenas 2004              |
| Barbora Spotakova | lançamento do dardo | Pequim 2008Londres 2012  |

## Romênia
| Iolanda Balas           | salto em altura     | Roma 1960 Tóquio 1964 |
| Mihaela Penes           | lançamento do dardo | Tóquio 1964           |
| Viorica Viscopoleanu    | salto em distância  | Cidade do México 1968 |
| Lia Manoliu             | lançamento de disco | Cidade do México 1968 |
| Maricica Puica          | 3000 m              | Los Angeles 1984      |
| Doina Melinte           | 800 m               | Los Angeles 1984      |
| Anisoara Cusmir-Stanciu | salto em distância  | Los Angeles 1984      |
| Paula Ivan              | 1500 m              | Seul 1988             |
| Gabriela Szabo          | 5000 m              | Sydney 2000           |
| Constantina Tomescu     | maratona            | Pequim 2008           |

## Rússia
| Yelena Nikolayeva        | marcha 10 km          | Atlanta 1996            |
| Svetlana Masterkova      | 800 m e 1500 m        | Atlanta 1996            |
| Irina Privalova          | 400m c/ barreiras     | Sydney 2000             |
| Sergei Klyugin           | salto em altura       | Sydney 2000             |
| Yelena Yelesina          | salto em altura       | Sydney 2000             |
| Yuri Borzakovsky         | 800 m                 | Atenas 2004             |
| Olga Kuzenkova           | lançamento do martelo | Atenas 2004             |
| Natalya Sadova           | lançamento de disco   | Atenas 2004             |
| Yelena Slesarenko        | salto em altura       | Atenas 2004             |
| Tatyana Lebedeva         | salto em distância    | Atenas 2004             |
| Yelena Isinbayeva        | salto com vara        | Atenas 2004 Pequim 2008 |
| Valeri Borchin           | marcha 20 km          | Pequim 2008             |
| Gulnara Samitova-Galkina | 3000m c/ obstáculos   | Pequim 2008             |
| Andrei Silnov            | salto em altura       | Pequim 2008             |
| Olga Kaniskina           | marcha 20 km          | Pequim 2008             |
| Mariya Savinova          | 800 m                 | Londres 2012            |
| Anna Chicherova          | salto em altura       | Londres 2012            |

## Santa Lúcia
| Julien Alfred | 100 m | Paris 2024 |

## Síria
| Ghada Shouaa | heptatlo | Atlanta 1996 |

## Suécia
| Eric Lemming       | lançamento do dardo e lançamento do dardo – estilo livre lançamento do dardo | Londres 1908Estocolmo 1912  |
| Hjalmar Andersson  | cross-country p/ equipes                                                     | Estocolmo 1912              |
| John Eke           | cross-country p/ equipes                                                     | Estocolmo 1912              |
| Josef Ternström    | cross-country p/ equipes                                                     | Estocolmo 1912              |
| Hugo Wieslander    | decatlo                                                                      | Estocolmo 1912              |
| Gustaf Lindblom    | salto triplo                                                                 | Estocolmo 1912              |
| William Pettersson | salto em distância                                                           | Antuérpia 1920              |
| Erik Lundqvist     | lançamento do dardo                                                          | Amsterdã 1928               |
| Arne Åhman         | salto triplo                                                                 | Londres 1948                |
| Henry Eriksson     | 1500 m                                                                       | Londres 1948                |
| Tore Sjöstrand     | 3000 m c/ obstáculos                                                         | Londres 1948                |
| John Mikaelsson    | marcha 10 km                                                                 | Londres 1948 Helsinque 1952 |
| John Ljunggren     | marcha 50 km                                                                 | Londres 1948                |
| Anders Gärderud    | 3000 m c/ obstáculos                                                         | Montreal 1976               |
| Ludmila Engquist   | 100 m c/ barreiras                                                           | Atlanta 1996                |
| Stefan Holm        | salto em altura                                                              | Atenas 2004                 |
| Christian Olsson   | salto triplo                                                                 | Atenas 2004                 |
| Carolina Klüft     | heptatlo                                                                     | Atenas 2004                 |
| Daniel Ståhl       | lançamento de disco                                                          | Tóquio 2020                 |
| Armand Duplantis   | salto com vara                                                               | Tóquio 2020 Paris 2024      |

## Tadjiquistão
| Dilshod Nazarov | lançamento de martelo | Rio 2016 |

## Tchecoslováquia[29]
| Emil Zatopek      | 10000 m5000 m 10000 m e maratona | Londres 1948Helsinque 1952 |
| Dana Zatopkova    | lançamento do dardo              | Helsinque 1952             |
| Olga Fikotova     | lançamento do disco              | Melbourne 1956             |
| Miloslava Rezková | salto em altura                  | Cidade do México 1968      |
| Ludvik Danek      | lançamento do disco              | Munique 1972               |
| Jozef Pribilinec  | marcha 20 km                     | Seul 1988                  |
| Jan Zelezny       | lançamento do dardo              | Barcelona 1992             |
| Robert Zmelik     | decatlo                          | Barcelona 1992             |

## Trinidad e Tobago
| Hasely Crawford    | 100 m               | Montreal 1976 |
| Richard Thompson   | 4x100 m             | Pequim 2008   |
| Emmanuel Callander | 4x100 m             | Pequim 2008   |
| Marc Burns         | 4x100 m             | Pequim 2008   |
| Keston Bledman     | 4x100 m             | Pequim 2008   |
| Keshorn Walcott    | lançamento de dardo | Londres 2012  |

## Tunísia
| Mohammed Gammoudi | 5000 m               | Cidade do México 1968 |
| Habiba Ghribi     | 3000 m c/ obstáculos | Londres 2012          |

## Ucrânia
| Inessa Kravets      | salto triplo    | Atlanta 1996 |
| Natalya Dobrynska   | heptatlo        | Pequim 2008  |
| Yaroslava Mahuchikh | salto em altura | Paris 2024   |

## Uganda
| John Akii-Bua     | 400m c/ barreiras    | Munique 1972           |
| Stephen Kiprotich | maratona             | Londres 2012           |
| Peruth Chemutai   | 3000 m c/ obstáculos | Tóquio 2020            |
| Joshua Cheptegei  | 5000 m 10000 m       | Tóquio 2020 Paris 2024 |

## União Soviética[30]
| Nina Romashkova            | lançamento de disco                                       | Helsinque 1952 Roma 1960                         |
| Galina Zybina              | arremesso de peso                                         | Helsinque 1952                                   |
| Vladimir Kuts              | 5000 m e 10000 m                                          | Melbourne 1956                                   |
| Leonid Spirin              | marcha 20 km                                              | Melbourne 1956                                   |
| Inese Jaunzeme             | lançamento do dardo                                       | Melbourne 1956                                   |
| Tamara Tyshkevich          | arremesso de peso                                         | Melbourne 1956                                   |
| Pyotr Bolotnikov           | 10000 m                                                   | Roma 1960                                        |
| Vladimir Golubnichiy       | marcha 20 km                                              | Roma 1960 Cidade do México 1968                  |
| Lyudmila Lysenko           | 800 m                                                     | Roma 1960                                        |
| Irina Press                | 80 m c/ barreiras pentatlo                                | Roma 1960 Tóquio 1964                            |
| Vasili Rudenkov            | lançamento do martelo                                     | Roma 1960                                        |
| Robert Shavlakadze         | salto em altura                                           | Roma 1960                                        |
| Viktor Tsybulenko          | lançamento do dardo                                       | Roma 1960                                        |
| Elvira Ozolina             | lançamento do dardo                                       | Roma 1960                                        |
| Vera Kalashnikova-Krepkina | salto em distância                                        | Roma 1960                                        |
| Tamara Press               | arremesso de peso arremesso de peso e lançamento de disco | Roma 1960 Tóquio 1964                            |
| Romuald Klim               | lançamento do martelo                                     | Tóquio 1964                                      |
| Valeri Brumel              | salto em altura                                           | Tóquio 1964                                      |
| Jānis Lūsis                | lançamento do dardo                                       | Cidade do México 1968                            |
| Viktor Saneyev             | salto triplo                                              | Cidade do México 1968 Munique 1972 Montreal 1976 |
| Valeri Borzov              | 100 m e 200 m                                             | Munique 1972                                     |
| Lyudmila Bragina           | 1500 m                                                    | Munique 1972                                     |
| Nikolai Avilov             | decatlo                                                   | Munique 1972                                     |
| Faina Melnyk               | lançamento de disco                                       | Munique 1972                                     |
| Anatoliy Bondarchuk        | lançamento do martelo                                     | Munique 1972                                     |
| Jüri Tarmak                | salto em altura                                           | Munique 1972                                     |
| Nadezhda Chizhova          | arremesso de peso                                         | Munique 1972                                     |
| Tatyana Kazankina          | 800 m e 1500 m 1500 m                                     | Montreal 1976 Moscou 1980                        |
| Yuri Sedykh                | lançamento do martelo                                     | Montreal 1976 Moscou 1980                        |
| Vera Komisova              | 100 m c/ barreiras                                        | Moscou 1980                                      |
| Lyudmila Kondratieva       | 100 m                                                     | Moscou 1980                                      |
| Viktor Markin              | 400 m e 4x400 m                                           | Moscou 1980                                      |
| Nadezhda Olizarenko        | 800 m                                                     | Moscou 1980                                      |
| Viktor Rashchupkin         | lançamento de disco                                       | Moscou 1980                                      |
| Dainis Kula                | lançamento do dardo                                       | Moscou 1980                                      |
| Tatyana Kolpakova          | salto em distância                                        | Moscou 1980                                      |
| Nadezhda Tkachenko         | pentatlo                                                  | Moscou 1980                                      |
| Vladimir Kiselev           | arremesso de peso                                         | Moscou 1980                                      |
| Jaak Uudmae                | salto triplo                                              | Moscou 1980                                      |
| Vladimir Muravyov          | 4x100 m                                                   | Moscou 1980 Seul 1988                            |
| Nikolai Sidorov            | 4x100 m                                                   | Moscou 1980                                      |
| Aleksandr Aksinin          | 4x100 m                                                   | Moscou 1980                                      |
| Andrei Prokofiev           | 4x100 m                                                   | Moscou 1980                                      |
| Remigijus Valiulis         | 4x400 m                                                   | Moscou 1980                                      |
| Mikhail Linge              | 4x400 m                                                   | Moscou 1980                                      |
| Nikolai Chernetsky         | 4x400 m                                                   | Moscou 1980                                      |
| Tatyana Prorochenko        | 4x400 m                                                   | Moscou 1980                                      |
| Tatyana Goyshchik          | 4x400 m                                                   | Moscou 1980                                      |
| Nina Zyuskova              | 4x400 m                                                   | Moscou 1980                                      |
| Irina Nazarova             | 4x400 m                                                   | Moscou 1980                                      |
| Tatyana Samolenko          | 3000 m                                                    | Seul 1988                                        |
| Olga Bryzgina              | 400 m e 4x400 m                                           | Seul 1988                                        |
| Olga Bondarenko            | 10000 m                                                   | Seul 1988                                        |
| Sergey Litvinov            | lançamento do martelo                                     | Seul 1988                                        |
| Viacheslav Ivanenko        | marcha 50 km                                              | Seul 1988                                        |
| Sergei Bubka               | salto com vara                                            | Seul 1988                                        |
| Natalya Lisovskaya         | arremesso de peso                                         | Seul 1988                                        |
| Gennadiy Avdeyenko         | salto em altura                                           | Seul 1988                                        |
| Vladimir Krylov            | 4x100 m                                                   | Seul 1988                                        |
| Viktor Bryzgin             | 4x100 m                                                   | Seul 1988                                        |
| Vitaly Savin               | 4x100 m                                                   | Seul 1988                                        |
| Tatyana Ledovskaya         | 4x400 m                                                   | Seul 1988                                        |
| Mariya Pinigina            | 4x400 m                                                   | Seul 1988                                        |
| Olga Nazarova              | 4x400 m                                                   | Seul 1988                                        |

## Venezuela
| Yulimar Rojas | salto triplo | Tóquio 2020 |